# 大盖劳
大盖劳（德語：Groß-Gerau，發音：[ɡʁoːsˈɡeːʁaʊ]）是德国黑森州达姆施塔特行政区大盖劳县的城市，也是大盖劳县的县治，面积54.47平方千米，2023年12月31日人口为26,614人。

## 友好城市
大盖劳与以下城市结为友好城市：
- 法國 布里尼奥勒（1959年）
- 義大利 布鲁尼科（1959年）
- 比利时 蒂尔特（1959年）
- 波蘭 沙莫圖維（2000年）